# Michael Blanchy
 (juillet 2019).
Si vous disposez d'ouvrages ou d'articles de référence ou si vous connaissez des sites web de qualité traitant du thème abordé ici, merci de compléter l'article en donnant les références utiles à sa vérifiabilité et en les liant à la section « Notes et références ».
Pour les articles homonymes, voir Blanchy.
Michael Blanchy (né le 24 septembre 1981 à Verviers) est un coureur cycliste belge.

## Dopage
Michael Blanchy est lié à plusieurs affaires de dopage. Il a été contrôlé positif à la pseudoéphédrine lors du grand prix d’Escaudœuvres en 2011. Le 10 février 2019, il est à nouveau suspendu. La date du contrôle ainsi que la substance utilisée est à ce jour inconnue. Sa suspension court jusqu'au 10 février 2020.

## Palmarès sur route

### Par années
- 1999
  - 3e de la Ster van Zuid-Limburg
- 2002
  - Internationale Wielertrofee Jong Maar Moedig
  - Grand Prix du Haut-Escaut
  - 3e du Trofee van Haspengouw
  - 3e de Paris-Roubaix espoirs
  - 3e du Circuit des provinces flamandes
- 2003
  - Internatie Reningelst
  - 2e et 3e étapes du Tour de la province de Liège
  - 1re étape du Tour de la province d'Anvers
  - 4e étape du Tour de Moselle
  - 3e de Hasselt-Spa-Hasselt
- 2005
  - 2e b étape[2] du Triptyque des Monts et Châteaux
  - Ruddervoorde Koerse
  - 2e du Grand Prix de la ville de Pérenchies
  - 2e du Textielprijs Vichte
  - 2e du Circuit des bords flamands de l'Escaut
- 2006
  - 3e étape de la Tropicale Amissa Bongo
  - 2e de la Puivelde Koerse
- 2007
  - Grand Prix Criquielion
  - 2e du Grand Prix Paul Borremans
  - 3e de l'Internatie Reningelst
  - 3e de la Puivelde Koerse
- 2010
  - Ellignies
  - Flawinne
- 2014
  - GP Superette Delhaize-Tilman
  - Champion de la province de Liège de cyclo-cross en masters A
- 2015
  - Cras-Avernas
  - Polleur
  - Mettet
  - 1re étape du GP René Paquot
  - Ligny
  - Alken
- 2016
  - Boignée
  - Montroeul-sur-Haine
  - 1re étape du Challenge Pentecôte
  - Geer
  - Seneffe
  - Haneffe
  - Baelen
  - Champion de Belgique sur route, Masters A
  - Champion de Belgique de course de côte, Masters A
  - Oplinter
  - Tour de Hesbaye
  - Sart-Dames-Avelines
  - Hannut
  - Tourinnes-Saint-Lambert
  - Champion du monde sur route, Masters A
  - Lac de Cherapont
  - Champion de Wallonie de cyclocross, Masters A
- 2017
  - Jeneffe-en-Condroz
  - Marbais
  - Retinne
  - GP Ets. Yvan Staquet
- 2018
  - Saive
  - GP Ets. Yvan Staquet

### Classements mondiaux
| Année           | 2005 | 2006  | 2007 | 2008 | 2009 |
| --------------- | ---- | ----- | ---- | ---- | ---- |
| UCI Africa Tour |      | 45e   |      |      |      |
| UCI Europe Tour | 122e | 1248e | 420e |      | 649e |

## Palmarès en cyclo-cross
- 2014-2015 & 2016-2017
  -  Champion de la province de Liège de cyclo-cross masters